# Woldstedtius concavus
Woldstedtius concavus är en stekelart som först beskrevs av Dasch 1964.  Woldstedtius concavus ingår i släktet Woldstedtius och familjen brokparasitsteklar. Inga underarter finns listade i Catalogue of Life.